# Марапулець Василь Семенович
Марапулець Василь Семенович (19 березня 1882, Слов'янськ, Ізюмський повіт, Харківська губернія - 1937) - нарком фінансів Луганського раднаркому (1918), член ВУЦВК.

## Біографія
Член РСДРП з 1903 року. Учасник першої російської революції 1905 року у Красноярську. У 1908 році засланий до Туруханського краю.
В 1914-15 роках працював майстром в Словʼянському гірничозаводському технічному училищі.
Навесні 1917 року став членом Громадського комітету Слов'янська. В липні 1917, після розколу РСДРП, очолив міську більшовицьку організацію. Тоді ж став гласним міської думи. На виборах до Всеросійських установчих зборів висувався кандидатом від більшовиків по Харківській виборчій окрузі.
Під час більшовицького заколоту став головою місцевої Ради робітничих депутатів. Під час боїв за донецьку заглибину сформував загін червоногвардійців, разом з яким бився проти армії Української Народної Республіки. Очолював Слов'янську Раду робітничих депутатів до 19 квітня 1918 року.
У березні 1918 року став наркомом фінансів Луганського раднаркому.
У січні 1919 обраний членом губревкому щойноствореної Донецької губернії, згодом бюро Донецького губвиконкому. У 1920 році очолював Старобільський воєнно-революційний комітет. У 1920-1922 роках – співробітник Донецької ГубЧК. З 1924 року – керуючий Краматорським державним металургійним заводом. Також працював особоуповноваженим РТО по котлогосподарству, співробітником Сталінської залізниці у Дніпропетровську. 
Під час "культу особи Сталіна" був необгрунтовано репресований. Заарештований 1 листопада 1937 року, звинувачений у належності до антирадянської організації.
Реабілітований 28 березня 1956 року.

## Родина
Дружина – Єлізавета Федорівна (1900-1982). 

## Вшанування
У Словʼянську на його честь названа вулиця. Підпадає під закон про декомунізацію.